# Hans Sprung

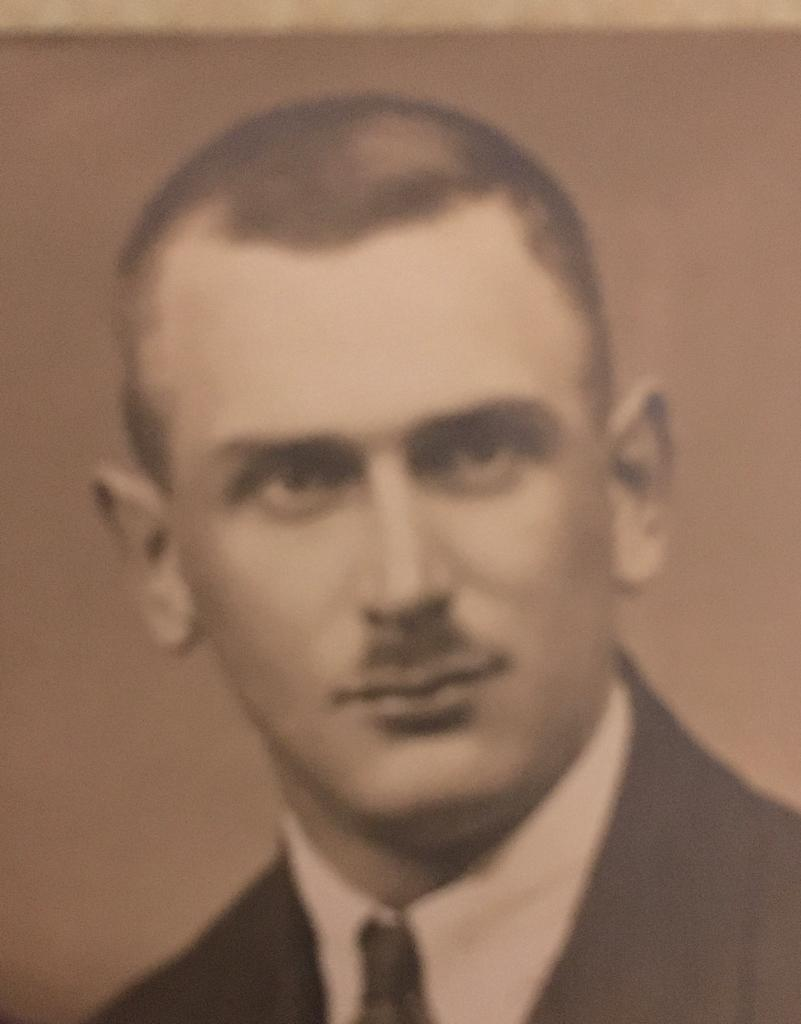
Hans Sprung

Johannes „Hans“ Sprung (* 20. Mai 1900 in Zschopau; † 28. Januar 1982 ebenda) war ein deutscher Motorradrennfahrer.

## Karriere
Hans Sprung startete im Juni 1922 beim ersten auf der Berliner AVUS ausgetragenen Motorradrennen auf einem in Zschopau konstruierten Lomos-Roller mit DKW-Motor. Im folgenden Jahr siegte er mit einem DKW-Kleinstmotorrad bei dem zur Sachsenfahrt zählenden Bergrennen zum Forsthaus Lückendorf und war auch bei der ADAC-Reichsfahrt erfolgreich. Im Jahr 1924 gewann er im Rahmen der Reichsfahrt die Etappe auf die Hohe Sonne bei Eisenach.
In die folgende Saison startete Sprung mit zweiten Plätzen hinter seinem DKW-Kollegen Hermann Weber bei der Winterfahrt und beim Prager Bergrennen. Auf der AVUS besiegte er erstmals Weber, danach gewann er die Bahnrennen auf der Opelbahn und in Chemnitz und wurde mit dem Sieg in Elberfeld Deutscher Kraftrad-Bahnmeister 1925 der 175-cm³-Klasse. Außerdem gewann er 1925 die Deutsche Straßenmeisterschaft in der 175er-Kategorie.
Im Jahr 1927 siegte Hans Sprung mit seiner DKW bei den 175er-Läufen beim Eilenriederennen in Hannover, bei den erstmals ausgetragenen Motorradrennen auf dem Badberg-Viereck (dem heutigen Sachsenring) und der Nürburgring-Nordschleife – dem Eifelrennen – sowie auf dem Marienberger Dreieck und krönte sich damit erneut zum Deutschen 175-cm³-Straßenmeister. Außerdem siegte er zusammen mit Arthur Müller beim 24-Stunden-Rennen auf der Opelbahn bei Rüsselsheim.
1928 siegte Sprung erneut in Marienberg, diesmal in der 250er-Klasse, und gewann den Großen Preis der Tschechoslowakei sowie in Königsbrück. Im folgenden Jahr errang er Siege bei den Bergrennen nahe Prag und in Lückendorf, 1934 nahm er noch einmal mit Erfolg an der 2000-Kilometer-Deutschlandfahrt teil.
In den 1950er-Jahren förderte und betreute Hans Sprung den MZ-Rennfahrer Hans Fischer.

## Statistik

### Erfolge
- 1925 – Deutscher 175-cm³ Bahnmeister auf DKW
- 1925 – Deutscher 175-cm³-Meister auf DKW
- 1927 – Deutscher 175-cm³-Meister auf DKW

### Rennsiege
| Jahr | Klasse  | Maschine | Rennen                            | Strecke                 |
| ---- | ------- | -------- | --------------------------------- | ----------------------- |
| 1925 | 175 cm³ | DKW      | Frühjahrs-Avus-Rennen             | AVUS                    |
| 1926 | 175 cm³ | DKW      | Frühjahrs-Avus-Rennen             | AVUS                    |
| 1927 | 175 cm³ | DKW      | Eilenriederennen                  | Eilenriede              |
| 1927 | 175 cm³ | DKW      | I. Badberg-Vierecks-Rennen        | Badberg-Viereck         |
| 1927 | 175 cm³ | DKW      | Dreiecksfahrt im Erzgebirge       | Marienberger Dreieck    |
| 1927 | 175 cm³ | DKW      | Eifelrennen                       | Nürburgring-Südschleife |
| 1928 | 250 cm³ | DKW      | Marienberger Dreieckrennen        | Marienberger Dreieck    |
| 1928 | 250 cm³ | DKW      | Großer Preis der Tschechoslowakei | Prag-Kbely              |

## Verweise